# Vite private
Vite private è il secondo album in studio della cantautrice italiana Marianne Mirage, pubblicato nel 2019.

## Il disco
All'album, anticipato dal singolo L'amore è finito, hanno partecipato diversi autori quali Francesco Bianconi (Baustelle), Kaballà, Davide “Shorty” Sciortino, Mario Cianchi e Andrea Bonomo.

## Tracce
1. Intro
2. L'amore è finito
3. Sul mio divano
4. Tutto
5. Voce senza faccia
6. Atlante
7. Un altro diavolo
8. Adieu
9. Philip Morris blu
10. Terremoto a Tokio